# Altino
Altino é uma comuna italiana da região de Abruzzos, província de Chieti. Tem 15,33 km² de área e em 2017 tinha 3 113 habitantes (densidade: 203,1 hab./km²). Faz fronteira com Archi, Atessa, Casoli, Perano, Roccascalegna, Sant'Eusanio del Sangro.

## Demografia
| Variação demográfica do município entre 1861 e 2011 |
|                                                     |
| Fonte: Istituto Nazionale di Statistica (ISTAT)     |